# Kursy propagandystek ROA w Pskowie i Rydze
Kursy propagandystek ROA w Pskowie i Rydze (ros. Женские курсы пропагандисток РОА в Пскове и в Ригу) – kursy szkoleniowe o charakterze propagandowym Rosyjskiej Armii Wyzwoleńczej podczas II wojny światowej.
Kursy zorganizowała pod koniec 1943 r. w okupowanym Pskowie dziennikarka baronessa Maria de Smeth, mająca stopień wojskowy Sonderführera-K. Uczono na nich prowadzenia różnych form propagandy w celu zachęcania do werbunku do Rosyjskiej Armii Wyzwoleńczej (ROA). Kursantki prowadziły też pomoc socjalną dla ludności cywilnej na okupowanych terenach ZSRR, szczególnie dla inwalidów i starców, pośredniczyły w kontaktach pomiędzy cywilami a przedstawicielami okupacyjnych władz niemieckich, organizowały żłobki i przedszkola. Pierwszy nabór składał się z ok. 30 młodych Rosjanek. Jednakże z powodu ofensywy Armii Czerwonej na pocz. 1944 r. kursy przeniesiono do Rygi. Latem 1944 r. z kursantek została sformowana w rejonie miasta żeńska kompania propagandowa. Odkomenderowano do niej kpt. Iwana S. Bożenko, który prowadził wykłady o Rosyjskim Ruchu Wyzwoleńczym, sposobach i metodach prowadzenia propagandy i żydokomunie, propagandystę Aleksieja N. Polianskiego, ppor. Afanasiewa, prowadzącego wykłady o literaturze, sztuce i muzyce oraz kpt. A. P. Budnego, prowadzącego wykłady z historii Rosji, który objął funkcję komendanta kursów. Kadra kursów składała się wówczas z komendanta, podoficera, sztabsjefrejtora, oberjefrejtora, jefrejtora i porucznika ROA. Obsługę zapewniali krawiec, szewc i 3 Hiwisów. Jesienią 1944 r. kursy zostały ewakuowane do Dabedorfu pod Berlinem, gdzie mieściła się szkoła propagandystów ROA. Po przybyciu na miejsce kursantki podporządkowano zastępcy szefa oddziału organizacyjno-metodycznego Głównego Zarządu Propagandy Komitetu Wyzwolenia Narodów Rosji (KONR) Kowaliewa, a następnie weszły w skład 2 Dywizji Piechoty Sił Zbrojnych Komitetu Wyzwolenia Narodów Rosji.